# Geomyza dolomata
Geomyza dolomata is een vliegensoort uit de familie van de grasvliegen (Opomyzidae). De wetenschappelijke naam van de soort is voor het eerst geldig gepubliceerd in 1961 door Vockeroth.